# Gli amanti (Magritte)
Gli amanti (Les Amants) è un dipinto di René Magritte del 1928, realizzato con la tecnica dell'olio su tela (54cm x 73cm). Dell'opera esistono due versioni, entrambe datate 1928. La prima attualmente è conservata presso la National Gallery of Australia, mentre la seconda donata dal collezionista privato Richard S, si trova al MoMA di New York.

## Storia
Quella del MoMA di New York è la versione più famosa di un tema, quello degli amanti, che ricorre spesso nella pittura di Magritte di quegli anni. Infatti esistono molte rappresentazioni realizzate dal pittore belga che hanno per soggetto un uomo e una donna affiancati, con il volto scoperto, oppure, in numero maggiore, con il volto coperto da lenzuoli bianchi. Ritroviamo il lenzuolo bianco in un'altra opera del pittore intitolata Storia centrale (1928) in cui non sono più due amanti ad avere il volto coperto, ma solo una figura femminile.
Secondo molte interpretazioni il filo conduttore di queste opere sarebbe da rintracciare nel suicidio della madre del pittore avvenuto nel 1912, quando l'artista aveva solo 14 anni. La donna si gettò nel fiume Sambre con una camicia da notte avvolta sulla testa. Secondo altre interpretazioni, invece, il volto coperto viene associato all'ossessione che il pittore aveva di coprire i volti anche nella vita reale.

## Descrizione e stile
Il quadro raffigura due amanti che si baciano, con le teste coperte da un panno bianco che impedisce loro di vedersi e comunicare, suscitando una certa inquietudine e angoscia. La scena è poi completata da uno sfondo fortemente contrastato di tonalità blu e dalla cornice classicheggiante che riveste la rossa parete, riportando agli occhi i tempi antichi.

I due lenzuoli sono resi con un abile uso dei chiaroscuri, che sembrano riecheggiare i virtuosismi del peplo di una scultura ellenistica, e sono fonte di luce dell'intera opera. Questi drappeggi che paiono leggeri e appena appoggiati sui volti dei due amanti, sono in netto contrasto con il rigore classico dell'architettura appena accennata in alto a destra. La composizione è equilibrata sia dal punto di vista geometrico che plastico, anche attraverso il rapporto che il pittore crea tra il rosso del muro e il rosso della camicia della donna. Questo rosso che spicca, però sempre in secondo piano rispetto alla luce del bianco dei lenzuoli, richiama il rosso del sangue e quindi della morte, altro riferimento al suicidio della madre.

Tra le due figure quella più emblematica è la figura maschile: giacca scura, camicia bianca e cravatta, semplice e ordinata, che alla vista non resta impressa. Questi è il padre di Magritte che dà un ultimo bacio alla moglie, appena morta, con il volto coperto dal dolore.
Questo bacio fra i due amanti è un'immagine decisamente conturbante, che parla di morte e di impossibilità di comunicare. Nascosti dietro i loro sudari, si scambiano un amore muto incapace di un linguaggio diverso da quello del corpo, esprimendo una forte passione nonostante la mancanza di dialogo. Possiamo considerarlo il “bacio della morte”? Un bacio tra due defunti, o in procinto di essere tali? Privati dei sensi della vista e del tatto, dell'esperienza sensibile, agli amanti è vietato di conoscersi.
Le interpretazioni sono e saranno molteplici e la riflessione a cui l'opera deve condurre l'osservatore è stata da sempre la volontà dell'artista: un'interpretazione che non deve mai giungere ad una conclusione definitiva. Nascondendo i volti, rendendoli non visibili, il pittore vuole mostrare i molteplici significati del reale attraverso nuovi punti di vista. Un “vedere oltre” esoterico, oracolare e non razionale che spesso si rifà anche alle poesia veggente di Arthur Rimbaud.
Come spiega lo stesso pittore: 
(René Magritte)
Caratteristica comune a tutte le opere è l'assenza di razionalità cosciente, il privilegiare costantemente la dimensione onirica, tematiche tipiche del movimento surrealista. 
Ci troviamo di fronte a un amore prigioniero dalla morte, che è ultimo ostacolo alla vita.

Inoltre il quadro è ricco di riferimenti ad un altro tema molto caro al pittore: la complessa questione del visibile e dell'invisibile, sul quale Magritte tornerà molto spesso. Egli stesso citerà in Le Parole e le immagini del 1929: 
(Da Le Parole e le immagini di René Magritte, 1929)
Questo rapporto tra visibilità, che nel quadro corrisponde a tutta quella serie di elementi in più rispetto ai due soggetti, e di invisibilità, dei volti dei due amanti, rimandano sempre a quell'immaginario onirico di un ipotetico sogno, che forse sogno non è.

## Influenze di De Chirico
È risaputo che la svolta surrealista dell'artista belga avvenne con la scoperta dell'opera di de Chirico, in particolare con la visione del quadro Canto d’amore (1914), nel quale compare sul lato di un edificio la testa enorme di una statua greca ed un gigantesco guanto in lattice, esperienza che lo colpì profondamente.
Nell'opera Gli Amanti troviamo dei chiari riferimenti a De Chirico soprattutto, ad un'opera in particolare Ettore e Andromaca del 1917, in cui due manichini a figura intera tentano un analogo, impossibile abbraccio in un'atmosfera metafisica quasi melodrammatica. Ma, se i manichini tengono una certa distanza dallo spettatore, ne Gli amanti di Magritte l'angoscia è difficilmente evitabile: non siamo più di fronte a un'umanità simulata (manichini), ma siamo di fronte a una realtà negata nelle sue caratteristiche essenziali, mutilata dalla sua individualità.